# Нехорошая мамаша 2
«Нехорошая мамаша 2» (англ. Big Bad Mama II) — фильм режиссёра Джима Уайнорски.

## Сюжет
Америка 1934, местный земельный барон вынуждает Энджи с её дочерьми покинуть их землю. Они решают стать бандитками. Заезжий корреспондент «Филадельфийского орла» Дэрил Пирсон описывает в местных газетах их похождения. Вскоре местный земельный барон собирается баллотироваться в губернаторы, и Энджи с её дочерьми собираются сделать всё, чтоб этого не допустить этого.

## В ролях
| Актёр           | Роль                 |
| --------------- | -------------------- |
| Энджи Дикинсон  | Wilma McClatchie     |
| Роберт Калп     | Дэрил Пирсон         |
| Джули Маккалло  | Полли                |
| Джефф Ягер      | Jordan Crawford      |
| Брюс Гловер     | Gov. Morgan Crawford |
| Эбби Роу Смит   | Lucas Stroud         |
| Жак Линн Колтон | Альма                |
| Келли Маруни    | Вилли МакКлэтчи      |